# Laura Rojas Godoy
Laura Rojas Godoy (Bogotá, 24 de octubre de 1983) es una actriz colombiana, reconocida por haber interpretado el personaje de Adriana del Pilar Rodríguez "Pilarica" en la popular serie de televisión Tentaciones entre 1994 y 1998, y por su participación en la película española Los objetos amorosos. En 2020, haría parte del elenco de las serie internacional de Netflix, "La Reina de Indias y el Conquistador" producción de época éxitosa en Hispanoamérica y España.

## Carrera
Laura integró el elenco de la serie de televisión Tentaciones cuando se encontraba aún en el colegio, tras recomendación del actor Diego León Hoyos. En la serie interpretó el personaje de Adriana del Pilar Rodríguez "Pilarica" entre 1994 y 1998. Tentaciones, serie transmitida por el Canal Uno en horario vespertino, se convirtió en un suceso en Colombia. Durante sus cuatro años de emisión sufrió cambios constantes en su reparto, siendo Rojas una de las pocas integrantes del elenco que permaneció en el mismo hasta su finalización en 1998.
Tras el éxito obtenido con Tentaciones, Laura se mudó con su familia a España, abandonando temporalmente la actuación. Allí cursó estudios en la Escuela Superior de Arte Dramático en Madrid. En ese país integró el elenco de algunas obras de teatro y cortometrajes. En 2010 apareció en el corto Gangstas, dirigido y escrito por Violeta Braña-Lafourcade. Dos años más tarde actuó en la película Exit: un corto a la carta, idea de Adrián Silvestre y Beatriz Santiago. En 2016 encarnó a la colombiana Luz en la cinta Los objetos amorosos, también del director Adrián Silvestre.

## Filmografía

### Cine y televisión
- 1994 - Tentaciones
- 2010 - Gangstas
- 2012 - Exit: un corto a la carta
- 2016 - Los objetos amorosos